# Pachythrissops
Pachythrissops är ett utdött släkte av fiskar som levde under juraperioden.